# Japanare

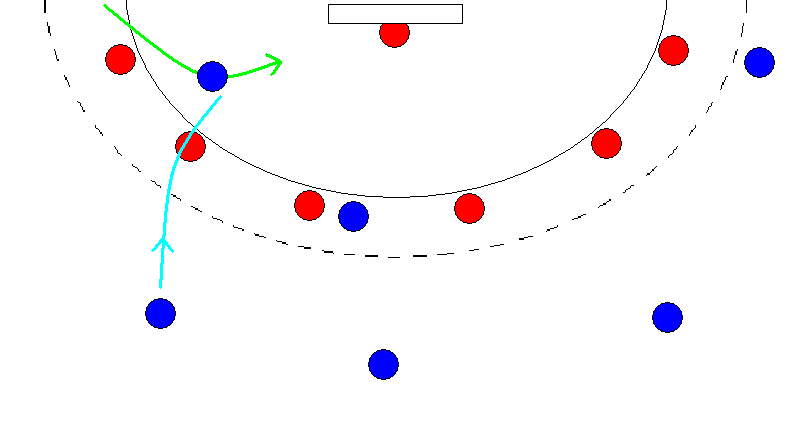
Bollen passas över motståndaren (turkos linje) till medspelare som hoppat in mot målet (grön linje).

Japanare är ett tekniskt konstnummer i handboll och beachhandboll. Det utförs genom att en spelare passar över en motståndare till en medspelare som fångar bollen i luften och sen skjuter. Oftast kommer passningen från en niometersspelare till en kantspelare. Tricket har uppfunnits av tyske handbollsspelaren Bernhard Kempa och kallas i Tyskland för "Kempa-Trick". 
Svårigheten ligger i samspelet. Laget måste ha bra tajming så att kantspelaren påbörjar sin löpning in och sitt upphopp och sen får bollen i precis rätt läge. En annan svårighet ligger i att fånga bollen och sen snabbt skjuta mot mål. Om spelaren landar på golvet innan skottet avlossats blir den avblåst och eventuellt mål bortdömt. Spelaren har god hjälp av klister på händerna för att kunna fånga bollen.
I beachhandboll som spelas enligt internationella regler belönas japanare med extrapoäng.
Varför varianten heter just japanare är okänt. I franskan kallas den istället kung-fu.